# Long, Luangnamtha
Long là một huyện (muang, mường) thuộc tỉnh Luangnamtha ở tây bắc Lào 